# 奇门怪拳
《奇门怪拳》(又名:饕餮功)，是1980年上映的一部电影，由李丁重执导、司徒敏编剧、陈少龙等人出演，该作主要讲述的是一位会功夫的厨师应对陷害自己的人的故事。

## 電影內容
清朝年间，有一位宫庭御厨，他做的菜非常好，并且他还通过做菜研发出一门功夫，然而或许是因为他受到了皇族人的宠幸，所以被皇宫的其他人陷害，并被灭门。
不过在这之中，这位厨师得孙子碰巧活了下来，于是厨师便带着孙子过起隐居的生活。不过令他想不到的是，多年之后，仇人还是找上了门，于是厨师和厨师的孙子只好对此作出应对，不过虽然说厨师被仇人杀死，但是其孙子却杀死仇人，为家族报仇雪恨。

## 演员
- 嘉凯
- 陈少龙
- 常山
- 王若平
- 吴可
- 午马
- 李昆

## 其他
- 该电影的主演陈少龙也是该电影的动作指导。[5]

## 備註
1. ↑  黄仁. . 2004年.
2. ↑  .   [2023-06-20]. （原始内容存档于2023-06-20）.
3. ↑  .   [2023-06-20]. （原始内容存档于2023-06-20）.
4. ↑  .   [2023-06-20]. （原始内容存档于2023-06-20）.

## 外部連結
- 豆瓣电影上《奇门怪拳》的資料 （简体中文）
- 香港影庫上《奇门怪拳》的資料（繁體中文）
- 互联网电影数据库（IMDb）上《奇门怪拳》的资料（英文）
- 观看地址